# Trachelas chubbi
Trachelas chubbi là một loài nhện trong họ Trachelidae.
Loài này thuộc chi Trachelas. Trachelas chubbi được Roger de Lessert miêu tả năm 1921.